# Feministisk ekonomi
Feministisk ekonomi är ett forskningsområde där ekonomin studeras med feministisk utgångspunkt. 

## Vad är feministisk ekonomi?
Feministisk ekonomi berör relationen mellan feminism och ekonomi på flera nivåer. Det kan handla om att med konventionella ekonomiska metoder studera områden som traditionellt inte ansetts ingå i den ekonomiska sfären. Betalt och obetalt arbete är viktiga begrepp inom feministisk ekonomi. Utgångspunkten är att de flesta ekonomer vars teorier är bärande i vårt ekonomiska system idag inte fäst avseende vid kvinnors ekonomiska aktiviteter samt att denna strukturella undervärdering av kvinnors arbete lever kvar i samhället idag. Feministisk ekonomisk forskning kan också ta sig uttryck som ett ifrågasättande av hur konventionell ekonomi värderar den reproduktiva sektorn eller utvärderingar av ekonomisk epistemologi och metodologi.
Feministiska ekonomer har, liksom gröna och socialistiska ekonomer, ifrågasatt de grundantaganden som nationalekonomin vilar på, bland annat homo economicus. Feministiska ekonomer, såsom Amartya Sen och Sakiko Fukuda-Parr, har utvecklat Human Development Index som till skillnad från BNP-måttet också tar hänsyn till olika sociala faktorer som är betydelsefullt för välmåendet. 
Feministiska ekonomer menar vidare att jämlikhet vad gäller ägande och arv är av stor betydelse för ekonomisk utveckling i fattigare regioner, liksom förbättrade reproduktiva rättigheter. Dessutom betonar de att de policys som utvecklas måste ta hänsyn till det stora antalet kvinnor som arbetar inom den informella sektorn. Att bara ha den formella sektorn i åtanke vid utformningen av politiken och teorierna leder fel..

## Feministiska ekonomer

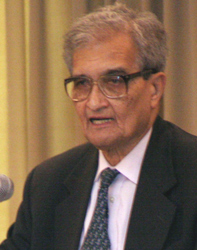
Amartya Sen, ekonom med feministisk inriktning

- Bina Agarwal
- Randy Albelda
- Amrita Basu
- Barbara Bergmann
- Heather Boushey
- Marianne Ferber
- Nancy Folbre
- Sakiko Fukuda-Parr
- Jayati Ghosh
- Devaki Jain
- Jacqueline Jones
- Deniz Kandiyoti
- Deirdre McCloskey
- Julie Nelson
- Jolande Sap
- Amartya Sen
- Marilyn Waring
- Carole Pateman
- Nancy Fracer
- Agneta Stark

## Böcker om feministisk ekonomi
- Agarwal, Bina. A Field of One's Own: Gender and Land Rights in South Asia. Cambridge University Press, 1994.
- Barker, Drucilla K. and Susan F. Feiner. Liberating Economics: Feminist Perspectives on Families, Work, and Globalization. *University of Michigan Press, 2004.
- Barker, Drucilla and Edith Kuiper. Toward a feminist philosophy of economics. Routledge, 2003.
- Bjørnholt, Margunn och Ailsa McKay (red). Counting on Marilyn Waring. New Advances in Feminist Economics. Bradford: Demeter Press, 2014.
- Ferber, Marianne A. and Julie Nelson (red.).Beyond economic man: feminist theory and economics. The University of Chicago Press, 1993.
- Ferber, Marianne A. and Julie A. Nelson (red.). Feminist Economics Today: Beyond Economic Man. The University of Chicago Press, 2003.
- Nelson, Julie. Feminism, Objectivity and Economics. Routledge, 1996.
- Peterson, Janice and Margaret Lewis (red.) The Elgar Companion to Feminist Economics. Edward Elgar Publishing Ltd., 1999.
- Power, Marilyn. "Social Provisioning as a Starting Point for Feminist Economics" Feminist Economics. Volume 10, Number 3. Routledge, November 2004
- Sen, Amartya. Development as Freedom. Anchor Books, 1999.
- Waring, Marilyn. If Women Counted: A New Feminist Economics. Harper & Row, 1988.